# Jim Barnett
James Franklin "Jim" Barnett (Greenville, Carolina del Sur, 7 de julio de 1944) es un exjugador de baloncesto estadounidense que disputó 11 temporadas en la NBA. Con 1,93 metros de estatura, jugaba en la posición de base. En la actualidad es analista televisivo para Golden State Warriors, puesto que ocupa desde 1985.

## Trayectoria deportiva

### Universidad
Jugó durante cuatro temporadas con los Ducks de la Universidad de Oregon, en las que promedió 17,7 puntos y 6,3 rebotes por partido. En sus dos últimas temporadas lideró a su equipo en anotación, con 19,0 y 19,3 puntos respectivamente.

### Profesional
Fue elegido en la octava posición del Draft de la NBA de 1966 por Boston Celtics, donde no encontró hueco en un equipo plagado de buenos jugadores en su puesto, como Sam Jones, K.C. Jones o John Havlicek. Apenas jugó 10 minutos por partido, promediando 4,1 puntos y 1,1 rebotes por encuentro. Los Celtics no lo protegieron al año siguiente en el draft de expansión, siendo elegido por la nueva franquicia de San Diego Rockets. Le costó asentarse en el equipo californiano, no siendo hasta su segunda temporada, la 1968-69 cuando dio muestras de su calidad, acabándola con 14,5 puntos, 4,5 rebotes y 4,2 asistencias por partido.
Tras una temporada más con los Rockets, es traspasado a Portland Trail Blazers a cambio de Larry Siegfried. Allí hizo historia al convertirse en el jugador que anotó la primera canasta de la historia de la franquicia, en un partido ante Cleveland Cavaliers. Jugó además la mejor campaña de su carrera, siendo el segundo mejor anotador del equipo tras Geoff Petrie con 18,5 puntos por noche, a los que añadió 4,5 rebotes y 4,1 asistencias. A pesar de su buena temporada, los Blazers se deshicieron de él, traspasándolo a Golden State Warriors a cambio de tres futuras rondas del draft que no trajeron ningún jugador destacado. En el equipo de la ciudad de San Francisco jugó durante tres temporadas, pero nunca llegó a repetir los números de Portland. En la temporada 1974-75 es puesto de nuevo a disposición de las nuevas franquicias en un draft de expansión, siendo elegido por New Orleans Jazz, donde apenas juega 45 partidos antes de ser nuevamente traspasado a New York Knicks junto con Neal Walk a cambio de Henry Bibby. En los Knicks juega temporada y media antes de ser cortado. En 1977 ficha como agente libre con Philadelphia 76ers, de donde es cortado tras 2 meses de competición, decidiendo entonces poner punto final a su carrera. En sus 11 temporadas como profesional promedió 11,7 puntos, 3,1 rebotes y 3,0 asistencias por partido.

## Estadísticas de su carrera en la NBA

### Temporada regular
| Temporada | Edad | Equipo                 | Liga | P   | TIT | MIN  | TC  | TCA  | %TC  | 3P | 3PA | %3P | TL  | TLA | %TL  | R.OF. | R.DEF. | REB | ASIS | ROB | TAP | PER | FP  | PTS  |
| 1966-67   | 22   | Boston Celtics         | NBA  | 48  |     | 8.0  | 1.6 | 4.4  | .370 |    |     |     | 0.9 | 1.3 | .677 |       |        | 1.1 | 0.9  |     |     |     | 1.3 | 4.1  |
| 1967-68   | 23   | San Diego Rockets      | NBA  | 47  |     | 22.7 | 3.8 | 9.7  | .393 |    |     |     | 1.8 | 2.5 | .712 |       |        | 3.3 | 2.9  |     |     |     | 2.1 | 9.4  |
| 1968-69   | 24   | San Diego Rockets      | NBA  | 80  |     | 29.3 | 5.8 | 13.7 | .425 |    |     |     | 2.9 | 3.9 | .752 |       |        | 4.5 | 4.2  |     |     |     | 3.0 | 14.5 |
| 1969-70   | 25   | San Diego Rockets      | NBA  | 80  |     | 26.3 | 5.6 | 12.5 | .451 |    |     |     | 3.6 | 4.6 | .790 |       |        | 3.8 | 3.6  |     |     |     | 2.8 | 14.9 |
| 1970-71   | 26   | Portland Trail Blazers | NBA  | 78  |     | 30.4 | 7.2 | 16.4 | .436 |    |     |     | 4.2 | 5.2 | .811 |       |        | 4.8 | 4.1  |     |     |     | 2.4 | 18.5 |
| 1971-72   | 27   | Golden State Warriors  | NBA  | 80  |     | 27.5 | 4.7 | 11.4 | .409 |    |     |     | 3.1 | 3.7 | .836 |       |        | 3.1 | 3.9  |     |     |     | 2.4 | 12.4 |
| 1972-73   | 28   | Golden State Warriors  | NBA  | 82  |     | 27.0 | 4.8 | 10.3 | .467 |    |     |     | 2.2 | 2.6 | .843 |       |        | 3.1 | 3.7  |     |     |     | 1.8 | 11.8 |
| 1973-74   | 29   | Golden State Warriors  | NBA  | 77  |     | 21.9 | 4.5 | 9.8  | .464 |    |     |     | 2.4 | 2.9 | .814 | 1.0   | 1.9    | 2.9 | 2.7  | 0.7 | 0.1 |     | 1.9 | 11.5 |
| 1974-75   | 30   | TOTAL                  | NBA  | 73  |     | 24.3 | 3.9 | 8.9  | .437 |    |     |     | 2.7 | 3.3 | .836 | 0.8   | 1.6    | 2.5 | 2.4  | 0.6 | 0.2 |     | 2.2 | 10.5 |
| 1974-75   | 30   | New Orleans Jazz       | NBA  | 45  |     | 27.5 | 4.8 | 10.7 | .448 |    |     |     | 3.5 | 4.2 | .830 | 1.0   | 1.8    | 2.8 | 3.0  | 0.8 | 0.4 |     | 2.4 | 13.0 |
| 1974-75   | 30   | New York Knicks        | NBA  | 28  |     | 19.2 | 2.5 | 6.1  | .407 |    |     |     | 1.5 | 1.8 | .860 | 0.5   | 1.3    | 1.8 | 1.4  | 0.4 | 0.0 |     | 1.8 | 6.5  |
| 1975-76   | 31   | New York Knicks        | NBA  | 71  |     | 14.5 | 2.3 | 5.2  | .442 |    |     |     | 1.3 | 1.6 | .789 | 0.7   | 0.6    | 1.2 | 1.3  | 0.3 | 0.0 |     | 1.2 | 5.9  |
| 1976-77   | 32   | Philadelphia 76ers     | NBA  | 16  |     | 14.4 | 1.8 | 4.0  | .438 |    |     |     | 0.6 | 1.1 | .556 | 0.4   | 0.4    | 0.9 | 1.4  | 0.3 | 0.0 |     | 1.8 | 4.1  |
| Total     |      |                        | NBA  | 732 |     | 23.8 | 4.5 | 10.4 | .435 |    |     |     | 2.6 | 3.2 | .797 | 0.8   | 1.3    | 3.1 | 3.0  | 0.6 | 0.1 |     | 2.1 | 11.7 |

### Playoffs
| Temporada | Edad | Equipo                | Liga | P  | MIN | TCA | TC  | 3PA | 3P | TLA | TL | R.OF. | REB | ASIS | ROB | TAP | PER | FP | PTS | %TC  | %3P | %FT   | MIN  | PTS  | REB | AST |
| 1966-67   | 22   | Boston Celtics        | NBA  | 5  | 26  | 6   | 21  |     |    | 2   | 2  |       | 4   | 1    |     |     |     | 5  | 14  | .286 |     | 1.000 | 5.2  | 2.8  | 0.8 | 0.2 |
| 1968-69   | 24   | San Diego Rockets     | NBA  | 6  | 51  | 9   | 23  |     |    | 7   | 8  |       | 3   | 7    |     |     |     | 5  | 25  | .391 |     | .875  | 8.5  | 4.2  | 0.5 | 1.2 |
| 1971-72   | 27   | Golden State Warriors | NBA  | 5  | 197 | 39  | 91  |     |    | 30  | 41 |       | 20  | 26   |     |     |     | 20 | 108 | .429 |     | .732  | 39.4 | 21.6 | 4.0 | 5.2 |
| 1972-73   | 28   | Golden State Warriors | NBA  | 11 | 336 | 60  | 147 |     |    | 23  | 27 |       | 39  | 39   |     |     |     | 28 | 143 | .408 |     | .852  | 30.5 | 13.0 | 3.5 | 3.5 |
| 1974-75   | 30   | New York Knicks       | NBA  | 3  | 59  | 13  | 21  |     |    | 5   | 5  | 5     | 8   | 5    | 1   | 1   |     | 6  | 31  | .619 |     | 1.000 | 19.7 | 10.3 | 2.7 | 1.7 |
| Total     |      |                       | NBA  | 30 | 669 | 127 | 303 |     |    | 67  | 83 | 5     | 74  | 78   | 1   | 1   |     | 64 | 321 | .419 |     | .807  | 22.3 | 10.7 | 2.5 | 2.6 |